# Ellen Kleman

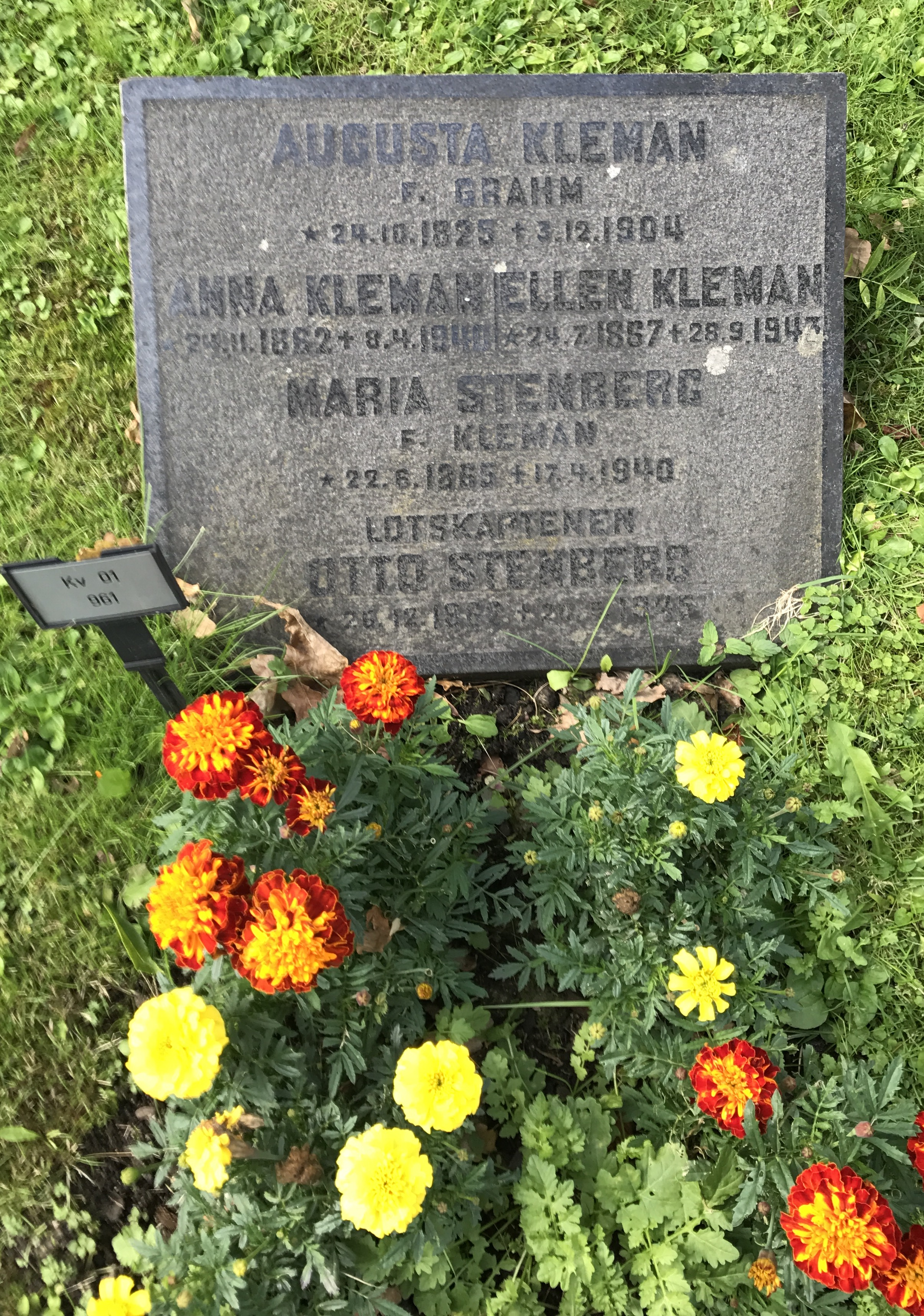
Gravplats Galärvarvskyrkogården

Ellen Emma Augusta Kleman, född 24 juli 1867 i Karlskrona, död 28 september 1943 i Skeppsholms församling i Stockholm, var en svensk publicist, främst känd som redaktör för Fredrika Bremer-förbundets tidskrift Dagny 1908–1913 och Hertha 1914–1932 samt utgivningen av Fredrika Bremers brev 1–4 tillsammans med Klara Johanson.
Ellen Klemans föräldrar var kommendörkaptenen Carl Kleman (1820–1872) i Karlskrona och (Johanna) Augusta Grahm (1825–1904). Farfar var Johan Jacob Kleman (1780–1838), som var riksdagsledamot 1828–1830 och justitieborgmästare i Karlskrona. Hon hade en syster Anna Kleman (1862–1940), som också var skribent och aktiv i kvinnornas rösträttsrörelse och en halvbror grosshandlare Fredrik Marianus Kleman född 1858.
Ellen Kleman växte upp i Karlskrona och gick elementarläroverk för flickor i staden 1880–1885. Hon började arbeta 1886 som kassör vid sparkasseavdelningen i Blekinge bank i Karlskrona, men flyttade och blev bankanställd i Uppsala och Stockholm.

## Utlandsresor
Ellen Kleman var mycket resvan och blev genom sitt intresse för kvinnosaken bekant med Klara Johanson år 1900. Åren 1910, 1911 och 1914 reste de båda till Tyskland, samt gjorde 1918 en rundtur genom Tyskland, Frankrike och Schweiz och Johanson fick 1920 ett stipendium från Stockholms Dagblad, för att resa och studera kvinnors arbetsförhållande efter kriget i Tyskland och Frankrike.

## Arbetet för Fredrika Bremer-förbundet
Klemans starka intresse för kvinnorörelsen gjorde att hon 1907 blev redaktör för tidskriften Dagny som gavs ut varje vecka i ett 32-sidigt nummer. Hon skötte tidningen utan medhjälpare, men hann ändå med att skriva artiklar, recensioner och porträtt av märkeskvinnor och referat från kvinnokongresser både i och utanför landet.
Ellen Kleman gav 1908 ut en historisk roman med titeln Fabian Wendts hustru som handlar om kvinnor, som blivit styrda och ledda av andra, som det står i boken: "Stängd inne och bunden, utan möjlighet till utveckling och vetskap om sitt eget väsen".
År 1913 upphörde Dagny av ekonomiska skäl, men Kleman började som redaktör 1914 för den nya tidskriften Hertha (Tidskrift för den Svenska Kvinnorörelsen), som också gavs ut av Fredrika-Bremer-förbundet. Ellen Kleman byggde upp den nya tidskriften till ett samlande organ för den svenska kvinnorörelsen och gav ut 20 nr om året, men antalet minskade efterhand. När hon 1932 slutade på tidningen, skrev hon en avskedsartikel om sin oerfarenhet i journalistik och om en liten litterär bokförsyndelse hon hade på sitt samvete. Hon blev ledamot för förbundsstyrelsen 1921 och ordförande 1922 till 1931 i Fredrika Bremers Stockholmskrets.
Tillsammans med sin livskamrat Klara Johanson gav hon ut Per Johan Böklin och Fredrika Bremers korrespondens i fyra stora band (1915–1920). Kort före sin död sammanställde hon ett urval av breven, som kom ut postumt. År 1925 skrev Kleman i serien Svenska kvinnor delen om Fredrika Bremer med nytt källmaterial om släkten Bremer och förhållandet mellan Fredrika och Per Böklin. Den gavs också ut på danska. När hon gått i pension arbetade hon 1934 till 1940 som sekreterare och kassaförvaltare i insamlingen för att hjälpa intellektuella flyktingar. År 1942 fick hon utmärkelsen Illis quorum.

## Stockholmsadresser
Ellen Kleman flyttade tillsammans med sin syster Anna Kleman och Klara Johanson och en tjänarinna 1912 till en lägenhet på Östermalm, Valhallavägen 59 i Stockholm. År 1923 bytte de lägenhet till Valhallavägen 80, men systern flyttade till annan adress något år efter. År 1937 flyttade Ellen Kleman och Klara Johanson till Kungsholmen, Drottningholmsvägen 76, där hon bodde till sin död 1943. Hon dog av akut gallblåseinflammation med blodförgiftning och med blodproppar i lungorna. 
Ellen Kleman är begravd på Galärvarvskyrkogården i Stockholm.

## Förtroendeuppdrag
- Styrelseledamot i föreningen Självförsörjande bildade kvinnors vilohem 1908–1913
- Ledamot av Sällskapet Nya Idun 1909–1924
- Vice ordförande i föreningen Självförsörjande bildade kvinnors vilohem 1912–1913
- Svensk delegat vid Internationella rösträttsalliansens kongress i Budapest 1913
- Korresponderande sekreterare i Stockholms lyceumklubb 1920.
- Svensk delegat vid Internationella rösträttsalliansens kongress i Genève 1920
- Sekreterare i Svenska Kvinnors Nationalförbund 1921–1927
- Styrelseledamot i Fredrika Bremers-förbundet 1921–1932
- Vice ordförande i Fredrika Bremers-förbundet stockholmskrets 1921
- Ordförande i Fredrika Bremers-förbundet stockholmskrets 1922–1931
- Svensk delegat vid Internationella rösträttsalliansens kongress i Rom 1922
- Styrelsesuppleant i Fredrika Bremers-förbundet 1924
- Ledamot av Sveriges författareförening 1924
- Ordförande i Fredrika Bremers statykommittén 1925–1927
- Sekreterare och kassaförvaltare i Insamlingen för landsflyktiga intellektuella 1934–1940

## Notiser
1. 1 2 3 4 5 6 7 8 9  Ying Toijer-Nilsson, Ellen E A Kleman, s. 271, Svenskt Biografiskt Lexikon-ID: 11578, läst: 16 mars 2017.[källa från Wikidata]
2. 1 2  FemBios databas, FemBio-ID: 15828, läst: 9 oktober 2017.[källa från Wikidata]
3. ↑  Kleman, Emma Augusta, Svenskagravar.se, läs online, läst: 26 mars 2017.[källa från Wikidata]
4. 1 2  WeChangEd, läs online.[källa från Wikidata]
5. ↑  Folkräkningar (Sveriges befolkning) 1880, Riksarkivet, läs onlineläs online, läst: 26 juni 2021.[källa från Wikidata]
6. ↑  Kleman, släkter, Svenskt Biografiskt Lexikon-ID: 11575, läst: 26 juni 2021.[källa från Wikidata]
7. ↑  läs online, www.skbl.se  .[källa från Wikidata]